# San Martino Alfieri
San Martino Alfieri är en ort och kommun i provinsen Asti i regionen Piemonte i Italien. Kommunen hade 658 invånare (2018).